# Krumpendorf am Wörthersee
Krumpendorf am Wörthersee (szlovénül Kriva Vrba) osztrák község Karintia Klagenfurtvidéki járásában. 2016 januárjában 3484 lakosa volt.

## Elhelyezkedése

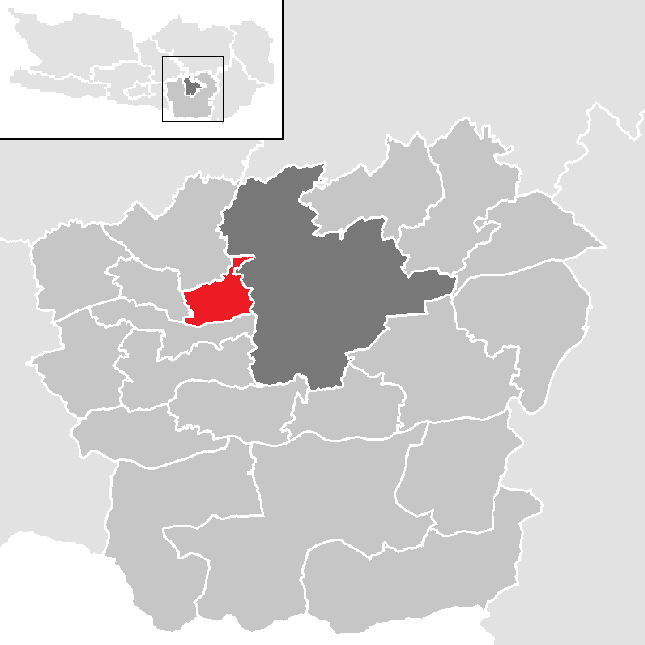
Krumpendorf am Wörthersee a Klagenfurtvidéki járásban

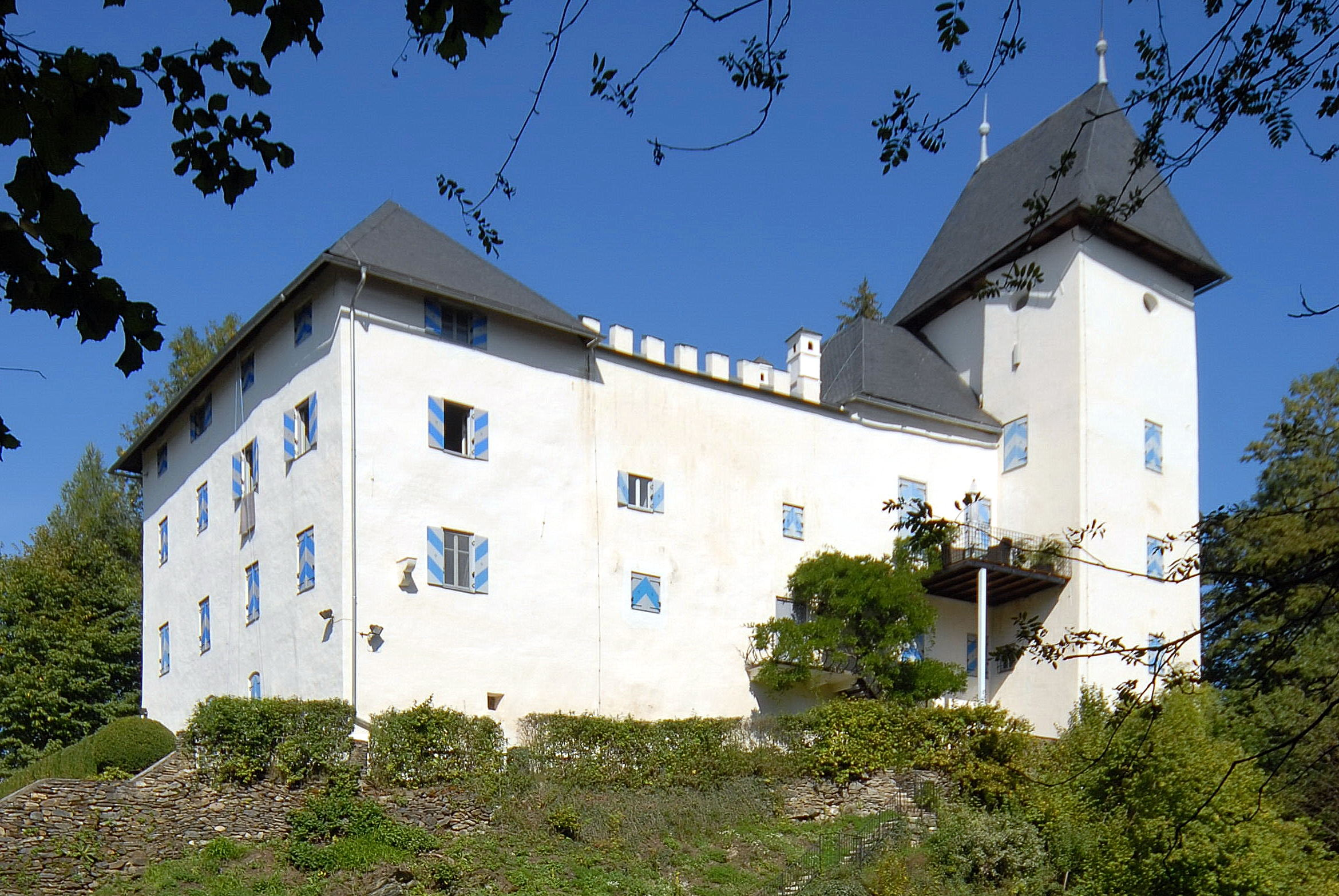
Drasing várkastélya

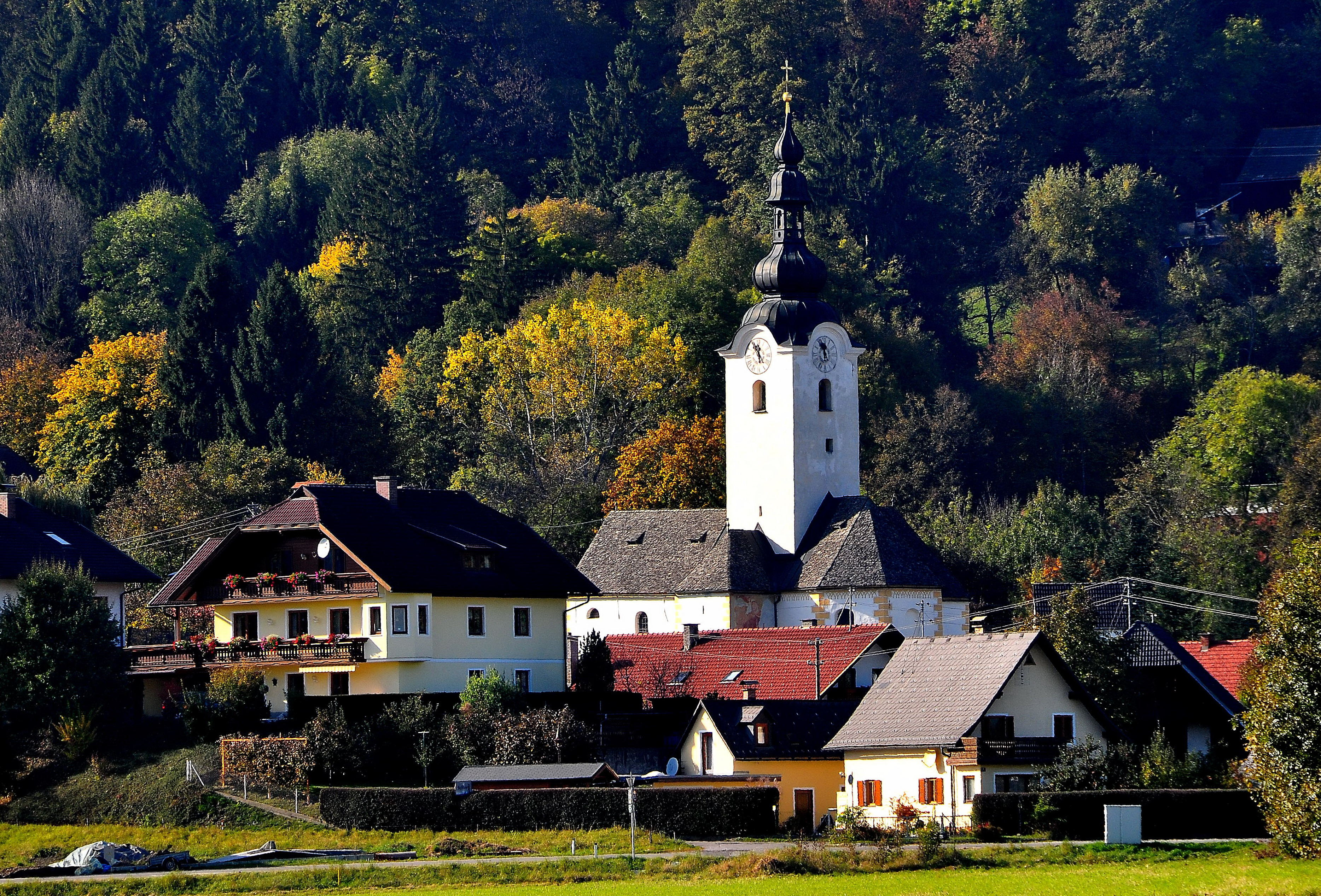
Tultschnig temploma

Krumpendorf am Wörthersee Karintia déli részén fekszik, nyugatra a tartományi székhely Klagenfurttól, a Wörthi-tó északi partján. 11,89 km²-ével a tartomány legkisebb területű községe. Az önkormányzat 5 falut és egyéb településrészt fog össze: Görtschach (102 lakos), Krumpendorf (3199), Nußberg (27), Pritschitz (53), Tultschnig (41).
A környező települések: északra Moosburg, keletre Klagenfurt, délre Maria Wörth, nyugatra Pörtschach am Wörther See.

## Története
Krumpendorfot először 1216-ban említik Chrumpendorf formában. Neve feltehetően a "Krumpenfelfer" kifejezésből ered, ami dombos legelőt jelent (szlovén neve, a Kriva Vrba is ezt jelenti).
A falu lakói egészen a 19. század végéig mezőgazdaságból éltek, ám ettől kezdve a Wörthi-tóra irányuló turizmus jelentősen megváltoztatta Krumpendorf gazdasági életét.
Az egyházközség határait 1573-ban fektették le. A községi önkormányzat 1850-ben jött létre. 1920-ban St. Primust, 1938-ban pedig Gurlitschot Krumpendorftól Klagenfurthoz csatolták át. A település 1987-ben az "am Wörther See" kifejezést adta a nevéhez, amit 2012-ben "am Wörthersee"-re változtattak.

## Lakossága
A Krumpendorf am Wörthersee-i önkormányzat területén 2016 januárjában 3484 fő élt, ami jelentős gyarapodást jelent a 2001-es 2848 lakoshoz képest. Akkor a helybeliek 94%-a volt osztrák, 1,8% német, 1% boszniai állampolgár. A szlovén kisebbség aránya 1,1% volt. 70,8% római katolikusnak, 10,2% evangélikusnak, 0,8% mohamedánnak, 13,4% pedig felekezet nélkülinek vallotta magát.

## Látnivalók

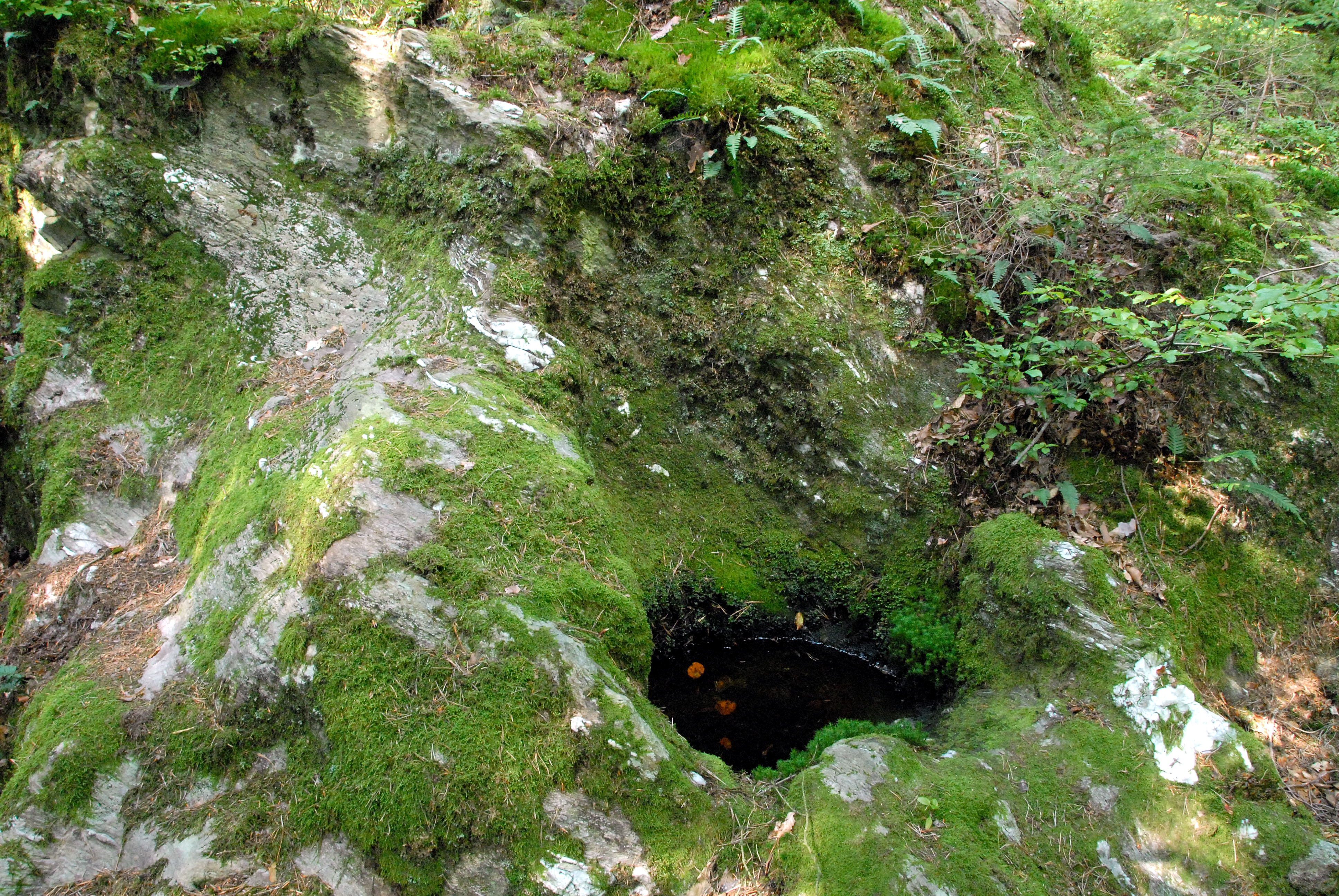
A görtschachi gleccsermedence

- Pirk román stílusú Szt. Ulrik-templomát 1321-ben említik először. Korábbi erődített falát mára elbontották.
- Tultschnig Keresztelő Szt. János-temploma
- Drasing várkastélya egy háromszintes reneszánsz épület. Eredetileg a 14. században emelték, jelenlegi formáját a 16. században nyerte el. Magántulajdonban van.
- a krumpendorfi kastély 1735-40 között épült.
- Hornstein várát Ulrich Hornsteiner építtette a 15. században. Magántulajdonban van.
- A 19. század végén, 20. század elején számos villa épült a Wörthi-tó közelében, sajátos, a régióra jellemző stílusban.
- Görtschach közelében az erdőben található egy sziklába mélyedő kis medence, amit még a jégkorszak idején vájt ki a gleccserről lecsöpögő víz.

## Fordítás
- Ez a szócikk részben vagy egészben  a   Krumpendorf am Wörthersee című német Wikipédia-szócikk ezen változatának fordításán alapul.  Az eredeti cikk szerkesztőit annak laptörténete sorolja fel. Ez a jelzés csupán a megfogalmazás eredetét és a szerzői jogokat jelzi, nem szolgál a cikkben szereplő információk forrásmegjelöléseként.